# Klobouk plný viny
Klobouk plný viny (v anglickém originále The Cad and the Hat) je 15. díl 28. řady (celkem 611.) amerického animovaného seriálu Simpsonovi. Scénář napsal Ron Zimmerman a díl režíroval Steven Dean Moore. V USA měl premiéru dne 19. února 2017 na stanici Fox Broadcasting Company a v Česku byl poprvé vysílán 2. září 2017 na stanici Prima Cool.

## Děj
Líza, která vystupuje jako vypravěčka spolu s Bartem, popisuje „dobu, kdy se skutečně neměli rádi“. Její vyprávění začíná ve chvíli, kdy se rodina Simpsonových rozhodne vyrazit na výlet na „bezpečnou“ springfieldskou pláž; přestože nebezpečně znečištěná voda není o nic lepší než dříve, starosta Quimby ji po snížení bezpečnostních standardů překlasifikoval. Během pobytu na pláži Barta naštve Lízina radost, kterou má z nového slunečního klobouku, zatímco on je nešťastný z tetování „Skrz na skrz“, protože není voděodolné.
Cestou domů jí Bart vezme klobouk, zatímco ona spí v autě, a vyhodí ho z okna na skládku. Když Líza zjistí, že je klobouk pryč, je nešťastná, což vede k tomu, že Barta poprvé navštíví jeho Vina – odporná bytost, která mu připomíná, co udělal, a která roste a stává se odpornější, čím více Bart popírá svou vinu. Po delším soužití se svou Vinou se Bart konečně Líze přizná. Ta se však cítí raněna, a proto odmítá jeho zoufalé pokusy o nápravu.
V domnění, že jediným způsobem, jak dosáhnout odpuštění, je získat zpět klobouk, se Bart vrací na skládku a zjišťuje, že klobouk přistál na autě, které bylo sešrotováno. Za pomoci schopností Roda a Todda a žíravinové Buzz Coly klobouk z auta dostanou. Když však klobouk vrátí zpět Líze, nemá už o něj zájem a chce, aby na ni zapomněl. V tu chvíli Lízu navštíví její vlastní Vina, která naštvaně řekne, že to s ní Bart myslí dobře, díky čemuž nakonec Bartovi odpustí, načež se vzájemně obejmou.
V závěru vyprávění Líza prohlásí, že i Bart má svědomí, nato přijde Nelson, který si z jeho svědomí udělá legraci. Poté Nelson všem oznámí, že jeho matka chodí s technikem Jackem, což Lízu šokuje a Jacka přivede do rozpaků.
Mezitím – ve vedlejší dějové lince – Homer znovu začne hrát šachy a odhalí svému okolí, že je v nich mistrem, protože je jako malý hrával s otcem Abem. Jelikož v šachách tou dobou prohrával, docházel na hodiny k mistrovi šachu. Poté, co se ve hře zdokonalil, a konečně Abea porazil, se na něj jeho otec naštval a odmítl s ním dál hrát. Vočko se domnívá, že šachy reprezentují Homerovu touhu zabít Abea, a tak na radu mistra světa v šachu Magnuse Carlsena, bratrance Carla z Norska, Homer požádá Abea, aby si s ním znovu zahrál. Nakonec se rozhodne ho nechat vyhrát v naději, že tím zacelí ránu z minulosti. Později se Homer pokusí Magnuse kontaktovat, ale je mu řečeno, že už s ním nechce mluvit. 

## Přijetí

### Sledovanost
Klobouk plný viny dosáhl ratingu 1,1 a sledovalo jej 2,44 milionu diváků, čímž se stal nejsledovanějším pořadem toho na stanici Fox.

### Kritika
Dennis Perkins, kritik The A.V. Clubu, udělil epizodě známku C+ a uvedl: „Klobouk plný viny je prvním scénářem Rona Zimmermana pro Simpsonovy, a přestože příchod nové krve do scenáristického týmu Simpsonových může být posilující, tato epizoda se v rozptylující míře zrazuje tón a vnitřní pravidla seriálu. Což by mohlo být zajímavé, kdyby to bylo odvážnější nebo mnohem vtipnější. Takto je epizoda rozladěná tím, jak jednorázově zachází se svým světem, a zároveň sahá po několika emocionálních prozřeních.“
Tony Sokol z webu Den of Geek ohodnotil díl dvěma a půl hvězdičkami z pěti a napsal: „Pocit viny opravdu není tak zábavný. (…) Ale když Bart vidí chyby svého jednání, což udělal už tolikrát od doby, kdy obtěžoval Ralpha Wigguma a následně zpytoval svědomí, je to ohraná pointa. Epizoda měla slibnou premisu, že Bart může živit svou Vinu, dokud se z ní nestane děsivě obludná nádhera, ale musí ji vypustit dřív, než sežere i jeho trenýrky.“